# Teatr Wielki w Warszawie

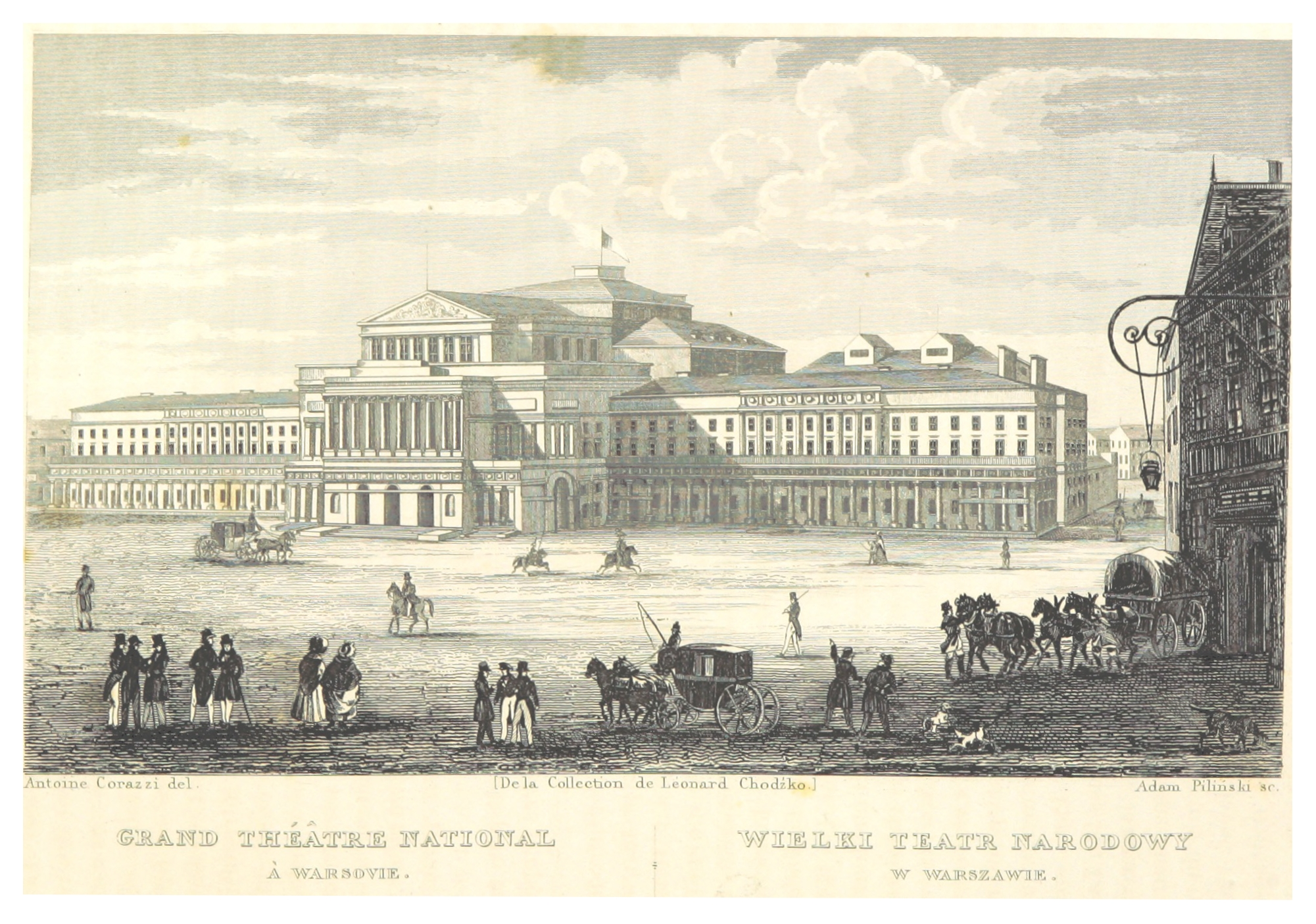
Teatr Wielki na rycinie z epoki, 1839

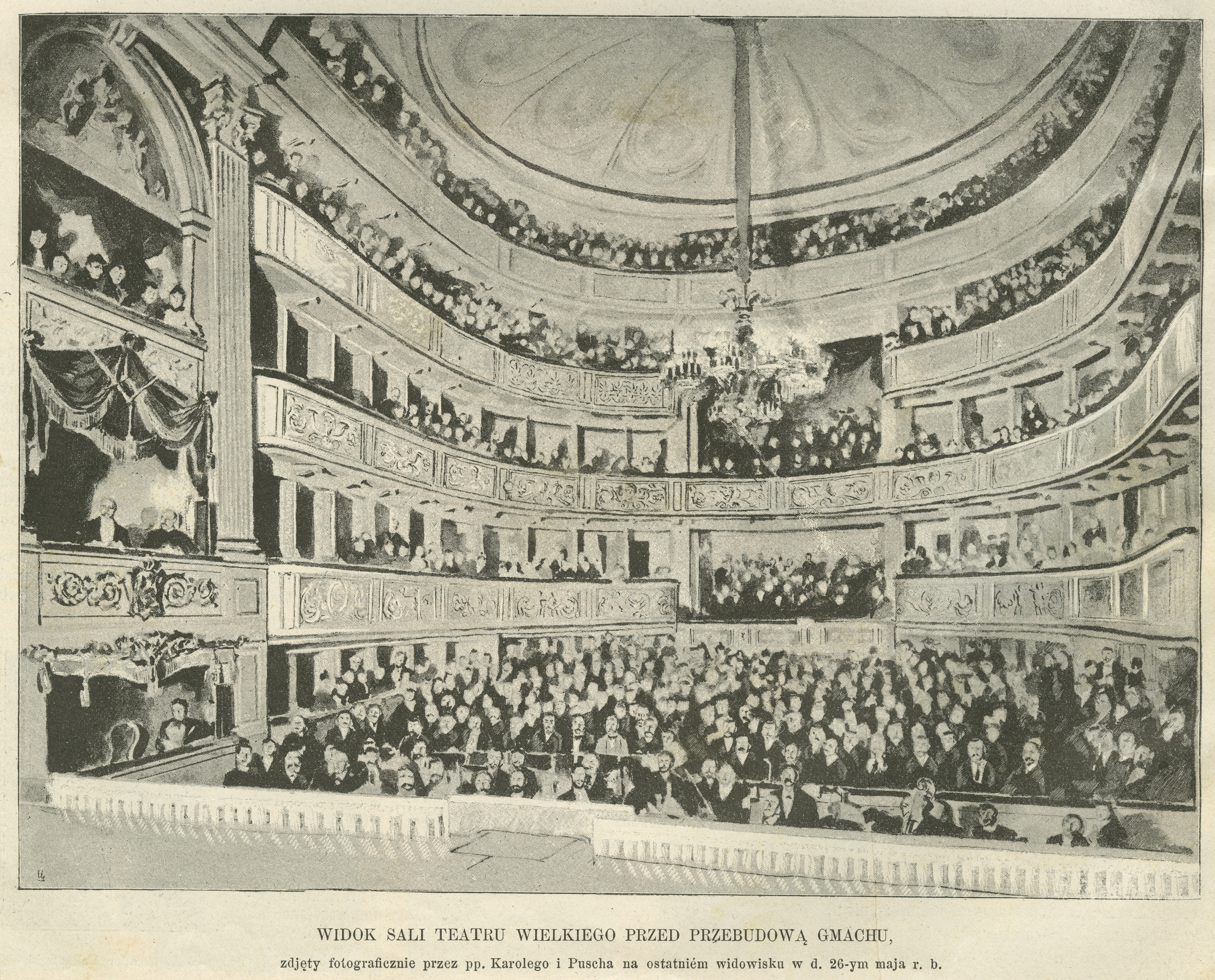
Wnętrze Teatru Wielkiego około 1890

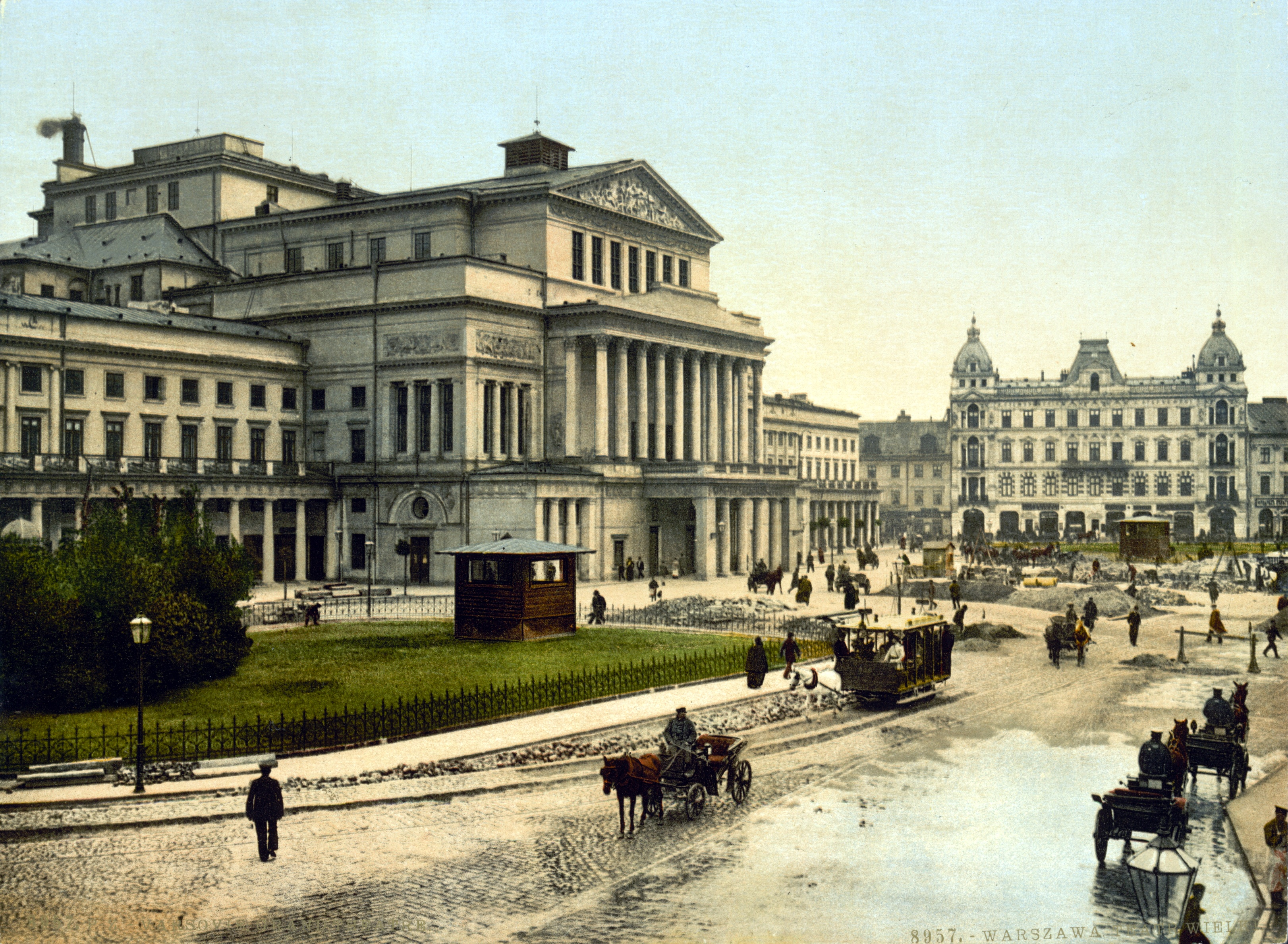
Teatr Wielki ok. 1900

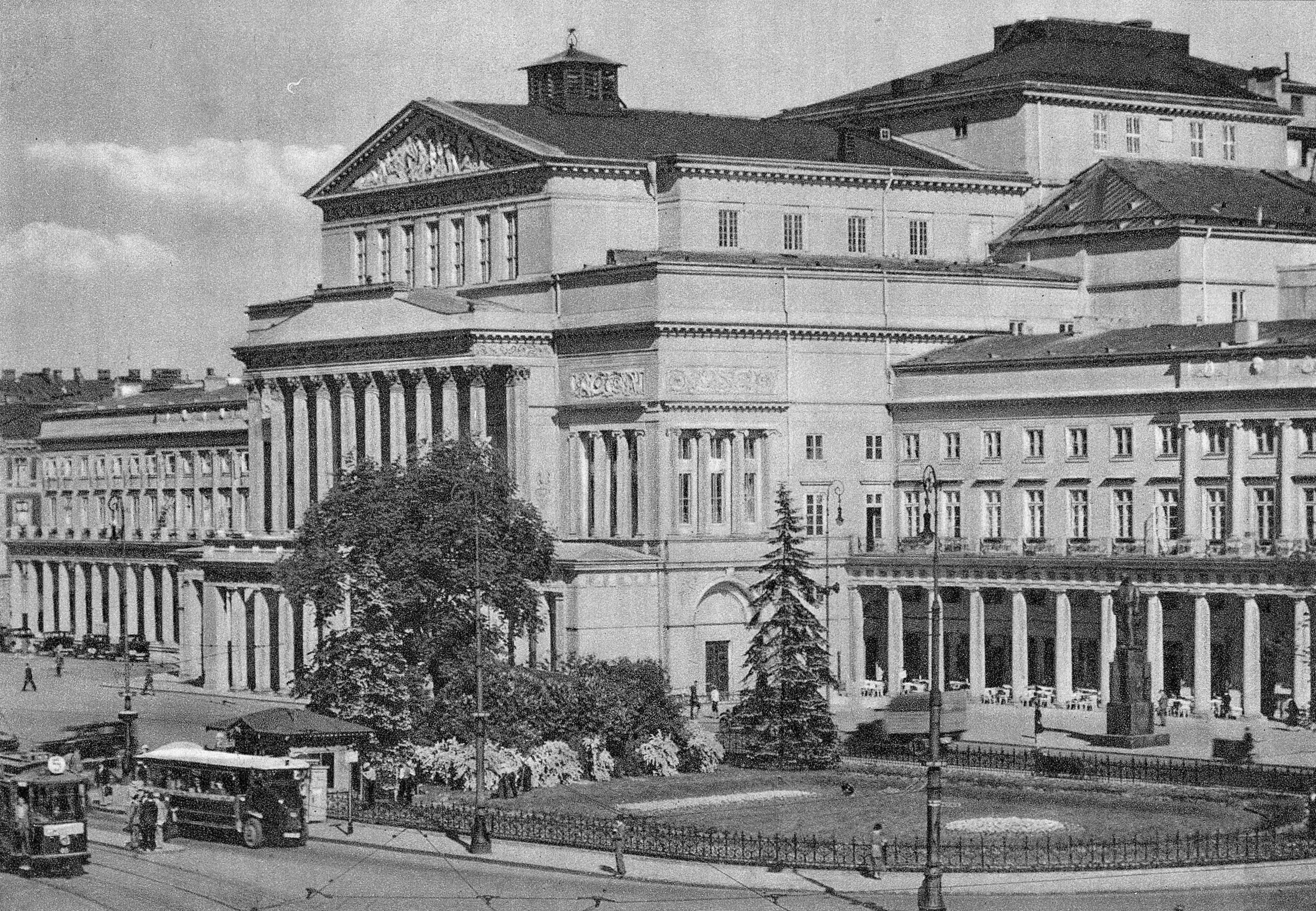
Teatr Wielki przed 1939

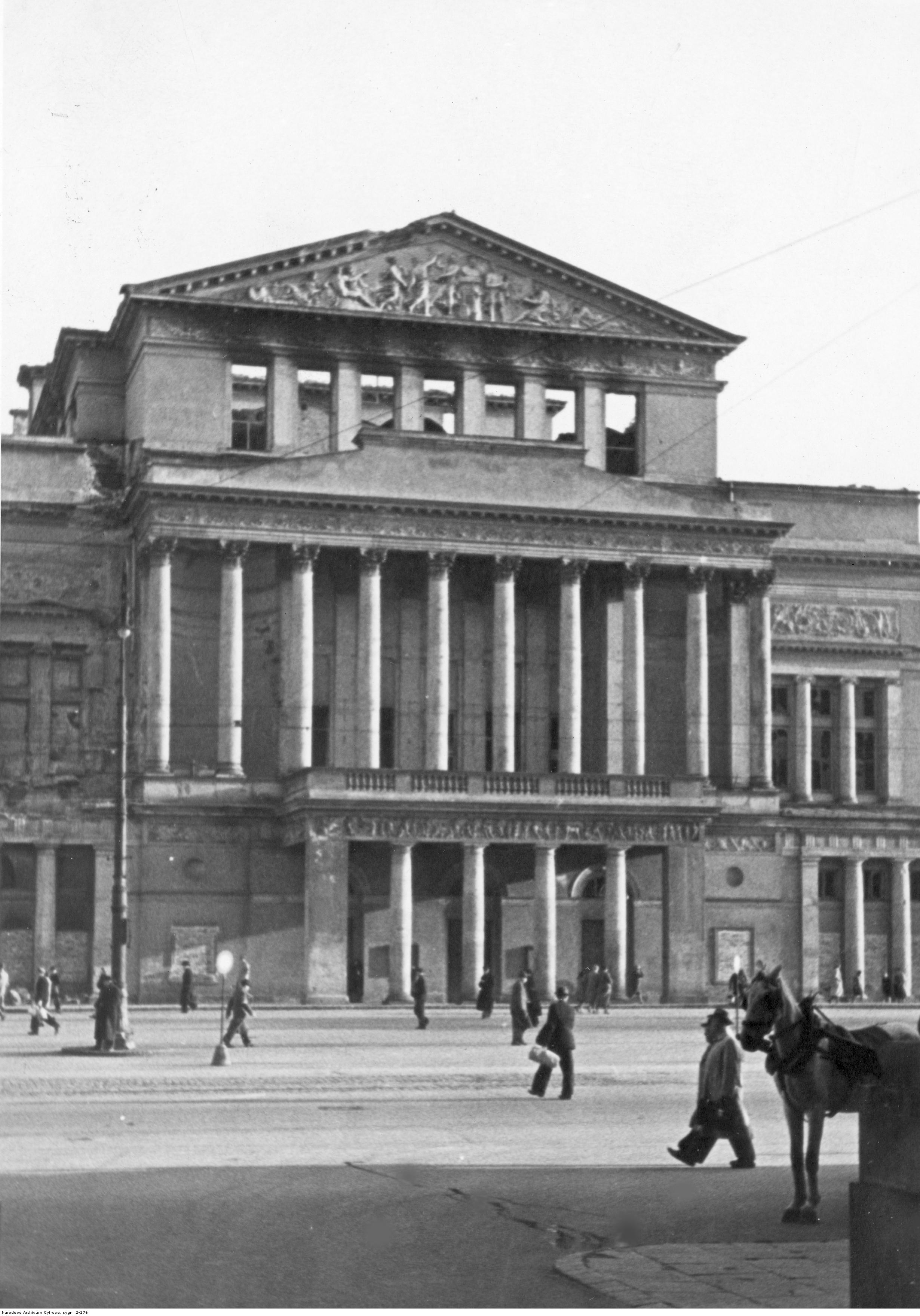
Uszkodzony gmach w 1939

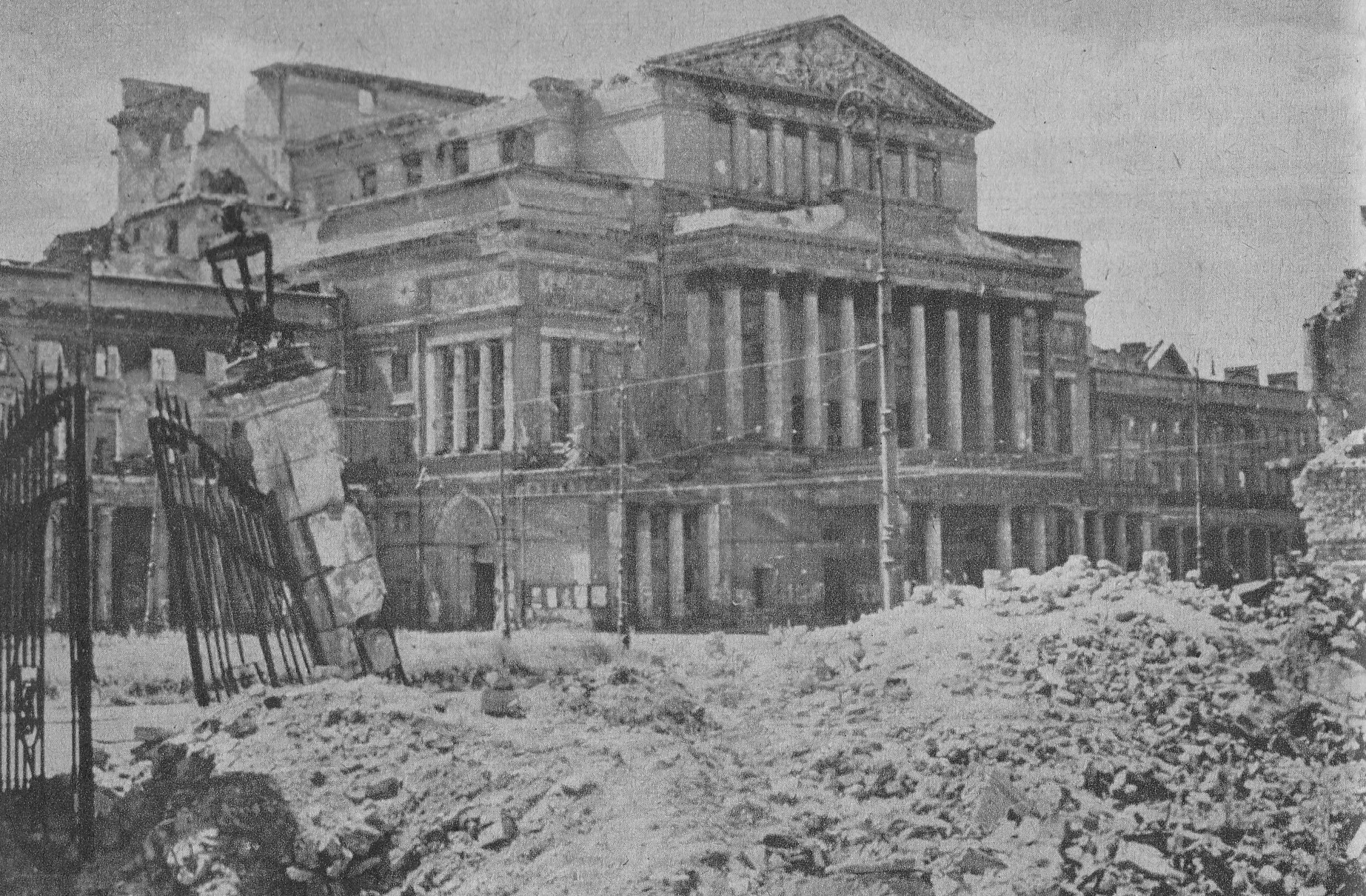
Uszkodzony gmach w 1945

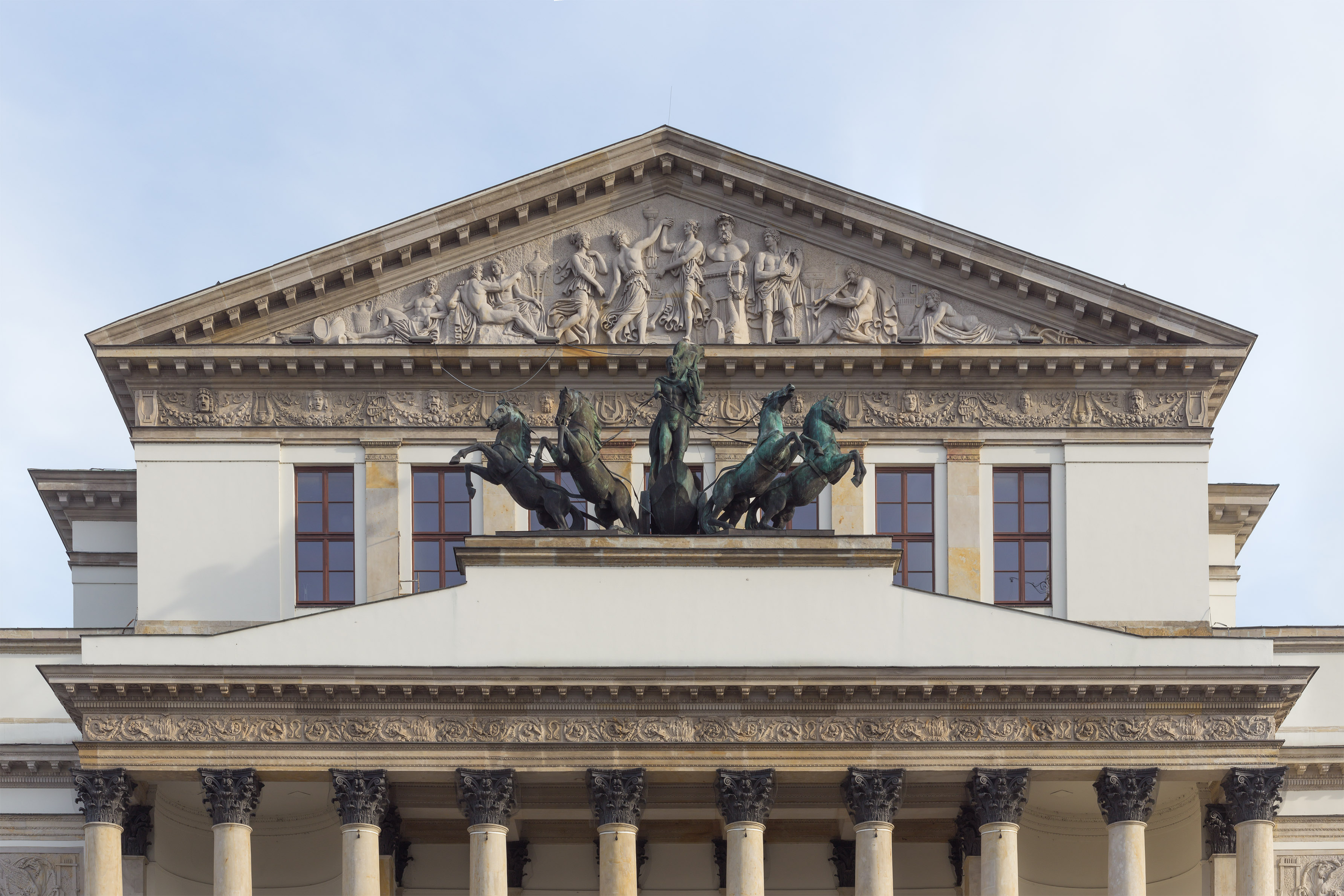
Kompozycja rzeźbiarska Kwadryga Apolina dodana w 2002

Teatr Wielki w Warszawie – gmach znajdujący się przy placu Teatralnym 1 w Warszawie. Siedziba Opery Narodowej,  jednej z trzech scen Teatru Narodowego, Polskiego Baletu Narodowego i Muzeum Teatralnego.
Gmach został wzniesiony w latach 1825–1833. Zniszczony w latach 1939 i 1944 został odbudowany, przekształcony i powiększony w latach 1947–1965 z zachowaniem oryginalnej fasady od strony placu Teatralnego.

## Historia
W miejscu obecnego gmachu do lat 20. XIX wieku znajdował się kompleks handlowo-usługowy Marywil. 19 listopada 1823 w miejscu dawnej kaplicy Marywilu namiestnik Józef Zajączek wmurował kamień węgielny pod Teatr Wielki. W latach 1825–1833 w miejscu zburzonego Marywilu wzniesiono monumentalny gmach teatralny w stylu klasycystycznym zaprojektowany dla zespołu Teatru Narodowego przez Antonia Corazziego (po zmianach wprowadzonych przez Ludwika Kozubowskiego).
Budynek był wzorowany na teatrze S. Carlo Nicoliniego w Neapolu. Kamień węgielny położono 19 listopada 1825, w 60. rocznicę utworzenia Teatru Narodowego. W uroczystości wzięli udział m.in. namiestnik Królestwa Polskiego Józef Zajączek i minister skarbu Franciszek Ksawery Drucki-Lubecki. Budowa gmachu była finansowana ze środków miasta i rządu.
Gmach składał się z korpusu głównego mieszczącego salę teatralną oraz dwóch skrzydeł bocznych. Lewe skrzydło stanowił zachowany aneks Marywilu, tzw. Dom Jarmarczny, wzniesiony w latach 1817–1821 przez Piotra Aignera. Skrzydło zachodnie, zaprojektowane w całości przez Corazziego, mieściło Sale Redutowe. Po powstaniu listopadowym zmieniono pierwotny projekt Corazziego na bardziej oszczędny, m.in. zmniejszono liczbę miejsc dla widzów z 2000 do 1248. Skasowano także wielką lożę królewską na pierwszym piętrze na wprost sceny. Partery obydwu skrzydeł zajęły sklepy. Po powstaniu listopadowym nazwę teatru zmieniono na Teatr Wielki.
Pierwsze przedstawienie w nowo otwartym teatrze odbyło się w niedzielę 24 lutego 1833. Były to opera Cyrulik sewilski Gioacchina Rossiniego oraz balet Zabawa tancerska Karola Kurpińskiego. W 1843 wykończono ostatecznie Sale Redutowe, foyer i sale bufetowe oraz wzniesiono nowe piece pod sceną. W listopadzie 1864 w teatrze zainstalowano oświetlenie gazowe.
Ok. 1840 plac Marywilski, przy którym znajdował się gmach, zaczęto nazywać placem Teatralnym.
W 1862 przed Teatrem Wielkim Ludwik Jaroszyński dokonał nieudanego zamachu na nowego namiestnika Królestwa Polskiego wielkiego księcia Konstantego.
Teatr Wielki wchodził w skład Warszawskich Teatrów Rządowych. W związku z przebudową w 1870 i czasowym zamknięciem teatru wzniesiono drewniany Teatr Letni w Ogrodzie Saskim. Także po zakończeniu przebudowy w sezonie letnim odbywały się tam przedstawienia Teatru Wielkiego i Teatru Rozmaitości.
Po pożarze Teatru Rozmaitości (1883) podjęto decyzję o przebudowie całego gmachu, opartego na drewnianej konstrukcji. Została ona przeprowadzona w latach 1890–1891 dzięki środkom, o które wystarał się w Petersburgu dyrektor Warszawskich Teatrów Rządowych Dymitr Palicyn. Drewnianą konstrukcję zastąpiono stalową, unowocześniono scenę i wprowadzono oświetlenie elektryczne z własnej elektrowni. Od końca XIX wieku w gmachu działało centralne ogrzewanie.
W II połowie XIX wieku przed gmachem założono dwa skwery, które ok. 1900 ogrodzono żelazną balustradą. Na skwerach wyrosły także drzewa. Było to niezgodne z zasadami dotyczącymi kształtowania przestrzeni przed budowlami neoklasycznymi. Przed gmachem zatrzymywały się kondukty pogrzebowe znanych aktorów, śpiewaków i artystów. Z tarasu wygłaszano przemówienia, a orkiestra opery grała muzykę żałobną.
We wrześniu 1936 przed prawym skrzydłem Teatru Wielkiego odsłonięto pomnik Wojciecha Bogusławskiego.
Podczas obrony Warszawy we wrześniu 1939 gmach został zbombardowany. Ocalały: fasada od strony placu Teatralnego i ul. Wierzbowej, lewe skrzydło oraz część zabudowań oficynowych wewnątrz podwórza. Po kapitulacji miasta z inicjatywy pracowników Zarządu Miejskiego gmach zabezpieczono. W końcu 1939 nad częścią frontową zbudowano prowizoryczny dach i wyremontowano lewe skrzydło; zamurowano także okna.
W czasie powstania warszawskiego zachowane części budynku zostały uszkodzone w trakcie walk na placu Teatralnym, a następnie wysadzone przez Niemców. Pomiędzy 6 a 8 sierpnia 1944 w ruinach zamordowano ok. 350 polskich cywilów.
Po wojnie zniszczenia budynku oszacowano na ok. 75%. Ocalały wschodnia część fasady i kolumnowa fasada frontowa. Po wyzwoleniu ruiny gmachu zabezpieczono, a w latach 1947–1949 odbudowano skrzydło południowe dla Teatru Narodowego wraz z Salami Redutowymi. Zostało one oddane do użytku 22 lipca 1949, a we wrześniu tego roku nadano budynkowi nazwę „Państwowa Opera i Filharmonia w Warszawie” (do 1961 używano też nazwy „Państwowa Opera w Warszawie”). Dyrektorem był Zdzisław Górzyński. Zarządzeniem Ministra Kultury i Sztuki z 28 lutego 1950 utworzono przedsiębiorstwo państwowe pod nazwą Teatr Wielki Opery i Baletu w Warszawie, które przejęło administrowanie gmachem. Jego dyrektorem został Arnold Szyfman. W lutym 1951 ogłoszono konkurs na odbudowę Teatru Wielkiego, w którym pierwszą nagrodę zdobył projekt Bohdana Pniewskiego, opracowany przy współpracy Małgorzaty Handzelewicz, Władysława Jotkiewicza i Stanisława Krajewskiego. Projekt był kilkakrotnie poprawiany. Pierwsze prace budowlane rozpoczęto w 1953. Prezydium Rządu zatwierdziło projekt dopiero w 1956, po konsultacjach ze specjalistami zagranicznymi i zmniejszeniu kubatury gmachu. Odbiorów kolejnych części Teatru Wielkiego dokonywano w latach 1962–1965. Prace budowlane były krytykowane przez prasę ze względu na powolne tempo robót oraz wysokie koszty przedsięwzięcia. Przyczynami były m.in. ograniczenie kredytów przez władze centralne, którymi uzupełniano środki Społecznego Funduszu Odbudowy Stolicy i Kraju, niekorzystne etapowanie budowy, techniczna złożoność projektu oraz problemy ze znalezieniem sprawnego wykonawcy.
Bez zmian pozostawiono fasady od strony placu Teatralnego i ul. Wierzbowej, natomiast całkowicie nowym projektem była elewacja od strony placu Zwycięstwa (obecnie plac marsz. Józefa Piłsudskiego). Zespół architektów zaprojektował także od nowa wnętrza teatru. Widownia w kształcie podkowy powstała w miejscu, w którym wcześniej znajdowała się scena. Powstała jedna z największych scen operowych na świecie o całkowitej powierzchni 1150 m² i wysokości 35 m. Teatr Wielki miał być jedną z najnowocześniejszych scen w Europie, i do jego wyposażenia zaangażowano szereg firm zagranicznych. Zainstalowano m.in. scenę obrotową, sześć zapadni, osiem mostów świetlnych nad sceną, trzy systemy telewizji i posadzkę plastikową dla baletu. Powstało 27 pracowni i warsztatów, oraz malarnia o wymiarach 26 x 26 m.
Uchwałą Rady Państwa z 18 kwietnia 1956 zostali odznaczeni artyści i pracownicy Państwowej Opery w Warszawie.
Uroczystego otwarcia gmachu dokonano 19 listopada 1965. Działalność zainaugurowano przedstawieniem Straszny dwór Stanisława Moniuszki.
17 stycznia 1965 przed gmachem ponownie odsłonięto pomnik Wojciecha Bogusławskiego, zniszczony przez Niemców w 1944. Tego samego dnia przed lewym skrzydłem, symetrycznie do pomnika Bogusławskiego, odsłonięto pomnik Stanisława Moniuszki.
W latach 50. na ścianie gmachu (od strony ul. Wierzbowej) umieszczono tablicę Tchorka upamiętniającą egzekucje ludności cywilnej podczas powstania warszawskiego w sierpniu 1944.
W 1965 roku gmach teatru został wpisany do rejestru zabytków. 
Przed 1984 teatr został odznaczony Orderem Sztandaru Pracy I klasy.
9 marca 1985 w gmachu wybuchł pożar, który w znacznym stopniu zniszczył część gmachu zajmowaną przez Teatr Narodowy.
8 czerwca 1991, w czasie swojej czwartej pielgrzymki do Polski, w gmachu Teatru Wielkiego z twórcami kultury spotkał się Jan Paweł II.
Po wojnie w tympanonie zrekonstruowano rzeźbę Popiersie Anakreonta i trzy muzy dłuta Tomasza Accardiego. Według planów Antonia Corazziego z 1825 roku, fasadę Teatru Wielkiego miała również zdobić na froncie kwadryga – rzeźba opiekuna sztuk Apollina, kierującego czterokonnym rydwanem. W 2002 dzięki inicjatywie ówczesnego dyrektora naczelnego Teatru Wielkiego Waldemara Dąbrowskiego, na fasadzie Teatru Wielkiego została umieszczona wykonana z brązu kompozycja rzeźbiarska Kwadryga Appolina (wysokość 6 i rozpiętość 9 metrów) autorstwa profesorów warszawskiej Akademii Sztuk Pięknych Adama Myjaka i Antoniego Janusza Pastwy. Jej odsłonięcia dokonał Prezydent RP Aleksander Kwaśniewski.
W 2016 przed gmachem (od strony ul. Moliera) odsłonięto rzeźbę „W hołdzie polskim artystom baletu”.
W 2017 na dachu budynku teatru powstała pasieka.

### Chronologia nazw
- Scena Muzyczno-Operowa (od 4 grudnia 1945 do 31 sierpnia 1948)
- Opera i Filharmonia (od 1 września 1948 do 30 czerwca 1951)
- Opera (od 1 lipca 1951 do 31 grudnia 1961)
- Teatr Wielki (od 1 stycznia 1962 do 30 kwietnia 1993)
- Teatr Wielki-Opera Narodowa (od 1 maja 1993 do 31 grudnia 1995)
- Teatr Narodowy (Scena Operowa) (od 1 stycznia 1996 do 14 kwietnia 1998)
- Teatr Wielki-Opera Narodowa (od 15 kwietnia 1998)[53]

## Sale
- Widownia największej sali Teatru, Sali im. Stanisława Moniuszki, ma 1905 miejsc[26].
- Sala Kameralna im. Emila Młynarskiego ma widownię na 250 miejsc[26]. Jest to dawna sala prób[39]. W tej sali odbywają się m.in. przedstawienia kameralne oraz przedstawienia dla dzieci.
- Sale Redutowe[54].

## Dane techniczne teatru
- Kubatura: około 500 tys. m³
- Powierzchnia zabudowy: około 2 ha
- Powierzchnia użytkowa: około 90 tys. m²
- Wysokość wieży scenicznej: 48 m
- Długość elewacji frontowej: 169 m
- Powierzchnia sceny głównej z proscenium: około 1150 m²
- Powierzchnia sceny z kieszeniami bocznymi i tylną: 2500 m²
- Rozmiar sceny: 36,5 m x 28 m
- Głębokość z proscenium: 57,6 m
- Wysokość do stropu technicznego: 34,4 m
- Zagłębienie podscenia: 12,3 m
- Szerokość otworu sceny: 17,4 m
- Wysokość otworu sceny: 9,8 m
- Wysokość zascenia: 24,2 m
- Wysokość kieszeni bocznych: 10,5 m

## Dyrekcja
- dyrektor naczelny – Waldemar Dąbrowski
- dyrektor artystyczny – Mariusz Treliński
- dyrektor Polskiego Baletu Narodowego – Krzysztof Pastor